# K (Schiff)
Das Schiff K war ein deutsches Hilfsschiff sowie eine U-Boot-Falle im Ersten Weltkrieg mit dem Haupteinsatzgebiet Ostsee und Sundüberwachung.

## Vorgeschichte
Bald nach Kriegsausbruch 1914 wurde deutscherseits den verantwortlichen Stellen die Bedeutung der schwedischen Erzzufuhr über die Ostsee bewusst. Da die russische Flotte trotz ihrer numerischen Überlegenheit weitgehend inaktiv in ihren Stützpunkten verharrte, gewann der Kleinkrieg, geführt hauptsächlich durch U-Boote und weniger durch Zerstörer, eine immense Bedeutung. Die Briten hatten zur Unterstützung ihrer russischen Verbündeten bis 1916 insgesamt zehn U-Boote der C- und E-Klasse in die Ostsee entsandt, die der deutschen Schifffahrt aber auch der Kaiserlichen Marine größere Verluste beibrachten.
Um die U-Boote effektiver bekämpfen zu können, führte die Marine am 7. April 1916 das Geleitzugsystem ein und schützte die Handelsschiffe durch Küstentorpedoboote, hauptsächlich der A-II- und A-III-Klassen, Hilfsschiffe und die Möglichkeit in (neutralen) schwedischen Hoheitsgewässern fahren zu dürfen.

## Schiff K
Das Hilfsschiff K wurde ursprünglich 1914 bei den Stettiner Oderwerken als Passagierdampfer Kronprinz Wilhelm für die „Stettin-Rigaer-Dampfschiff Gesellschaft“ erbaut. 1915 übernahm die Marine das Schiff und baute es zur U-Boot-Falle um. Am 12. November 1915 wurde es als Schiff K (Deckname Gratia) der I. Handels-Schutz-Flottille in der Ostsee zugeteilt und begleitete Geleitzüge zur U-Boot-Sicherung. Bei einer dieser Unternehmungen lief das Schiff am 3. Januar 1916 auf Grund und musste durch deutsche Torpedoboote freigeschleppt werden. Dadurch wurde die Existenz deutscher U-Boot-Fallen in der Ostsee durch die neutrale schwedische Presse international bekannt. Am 27. Mai beschädigte das Schiff K das russische U-Boot Gepard der Bars-Klasse durch Rammen schwer und drängte am folgenden Tag die Bars erfolgreich ab. Im August gelang es der K, das britische Boot E43 zu beschädigen.
Bis zum Oktober 2009 bestand die Vermutung, dass Schiff K auch für den Verlust des britischen U-Boots E18 am 24. Mai 1916 verantwortlich sei. Diese Annahme hat sich nicht bestätigt, da das Wrack von E18 vor der Westküste der estnischen Insel Hiiumaa. gefunden wurde und dort vermutlich einem Minentreffer zum Opfer fiel.

## Verlust
Im März 1917 wurde das Schiff der „Sonderflottille“ zugeordnet, deren Aufgabe im Schutz der deutschen Fischereifahrzeuge im Kattegat bestand. Ab Herbst 1917 versuchten die Briten wiederholt in den Kattegat einzudringen. Dies geschah maßgeblich zur Aufklärung deutscher Streitkräfte, da hier einer der Hauptauslaufwege deutscher U-Boote entlangführte, sowie zum Feststellen der Stärke und Effektivität der Sundbewachung. Unter anderem wurden Minengürtel zwischen Skagen und Læsø gelegt, um die Schifffahrtswege zu sperren.
Am 2. November 1917 unternahm die „15th destroyer flotilla“ (15. Zerstörer-Flottille) der Royal Navy mit 13 Zerstörern unter Führung des Flottillenführers Parker und unter Fernsicherung zweier Leichter Kreuzergeschwader und des II. Schlachtkreuzer-Geschwaders einen Handstreich gegen die Fischereifahrzeuge im Kattegat. Trotz heftiger Gegenwehr gelang es dem Schiff K nicht, die Fischerboote zu beschützen. Es wurde zusammen mit acht Trawlern nordwestlich Kullen versenkt. Von der Besatzung von 81 Mann starben 30, 17 wurden von einem dänischen Dampfer gerettet, die restlichen von einem britischen Zerstörer.
Das Wrack wurde im Februar 1999 ertaucht.

## Kommandanten
| Kapitänleutnant d. S. Alfred Klapproth  |
| Kapitänleutnant d. R. Julius Lauterbach |